# Меш, Борг
Борг Эмиль Рагнар Меш (швед. Borg Emil Ragnar Mesch, род. 17 декабря 1869, Сундсвалль, Швеция — 20 октября 1956, приход Юккасъярви, там же) —  шведский фотограф и альпинист, работавший преимущественно в Лапландии.

## Биография
Борг Меш начал карьеру в фотостудиях Ландскруны и Евле, но в 1899 году обосновался в шведском Кируне. Основной доход ему приносила портретная съемка, однако известность он приобрел документальными работами: фиксацией становления Кируны, строительства железной дороги Мальмбанана, ландшафтов Кебнекайсе и быта саамов. Предприимчивый по характеру, Меш участвовал в горных экспедициях, став 4 июля 1907 года первым покорителем Северной вершины Кебнекайсе. В его честь муниципалитет Кируны учредил ежегодную стипендию.
Фотоархив Меша послужил основой для книг шведского писателя Оссиана Эльгстрёма: «Lappalaiset. Resor i Lappland och Norge» («Лапландцы. Путешествие по Лапландии и Норвегии»), написанной в 1919 году, и наиболее известной его работы — «Fjällfotografen Borg-Meschs äventyr bland Lapplands fjäll» («Приключения горного фотографа Борга-Меша в горах Лапландии»), опубликованной в 1929 году издательством Albert Bonniers Förlag AB.
Гора Боргтоппен в массиве Акка в Стура-Шёфаллет названа в честь Борга Меша.
В муниципалитете Кируны имеется большая коллекция работ Борга Меша.